# Ferdinand Filler
Ferdinand Filler (* 7. Januar 1902 in Untermeitingen; † 5. Juli 1977 in Starnberg) war ein bayerischer Bildhauer.

## Leben
Ferdinand Filler wurde 1902 als Sohn eines Landwirts in Schwaben geboren. Er studierte zwölf Semester an der Münchner Kunstakademie bei Professor Karl Killer. Studienaufenthalte in Paris, Rom und Florenz. Es folgte eine erste Teilnahme an der großen Münchner Kunstausstellung im Glaspalast 1936.
Die Holzplastik Der müde Wanderer wurde im Haus der Deutschen Kunst abgelehnt. Zerstörung des Ateliers bei einem Bombenangriff mit allen Arbeiten. Neues Atelier in Königswiesen bei Gauting. Als Gründungsmitglied der Neuen Gruppe beteiligte er sich von 1950 bis 1975 regelmäßig an der Großen Kunstausstellung im Haus der Kunst in München.
In den Jahren Nach dem Krieg folgte eine Schaffensphase in der sich der Bildhauer vermehrt mit religiösen Themen auseinandersetzte, in diese Periode fallen auch Auftragsarbeiten für mehrere bedeutenden Münchner Kirchen. Für die Mariahilfkirche unter anderem die Seitenaltäre und Taufstein, für die Kirche Sankt Paul und Maria Königin des Friedens Holzkruzifixe.
Seine bekanntesten öffentlichen Werke sind Brückenplastiken wie beispielsweise der Steinträger auf der Innbrücke bei Griesstätt, der Flösser auf der Loisachbrücke bei Grossweil, sowie der Wedekind-Brunnen in München-Schwabing. Von Bedeutung ist auch das Steinrelief Daphnes & Cloe an der Rückfassade des Allianz Versicherungsgebäudes.
Seine Vorliebe für mythologische Themen fanden auch in seinen freien Arbeiten wie beispielsweise in der Statue der Aphrodite, der Terpsichore, der Apokalyptische Reiter ihren Ausdruck.

## Auszeichnungen und Ehrungen
- Förderpreis der Stadt München, 1959
- Kunstpreis der Akademie der Schönen Künste, 1959
- Schwabinger Kunstpreis, 1964
- Seerosenpreis 1968

## Arbeiten

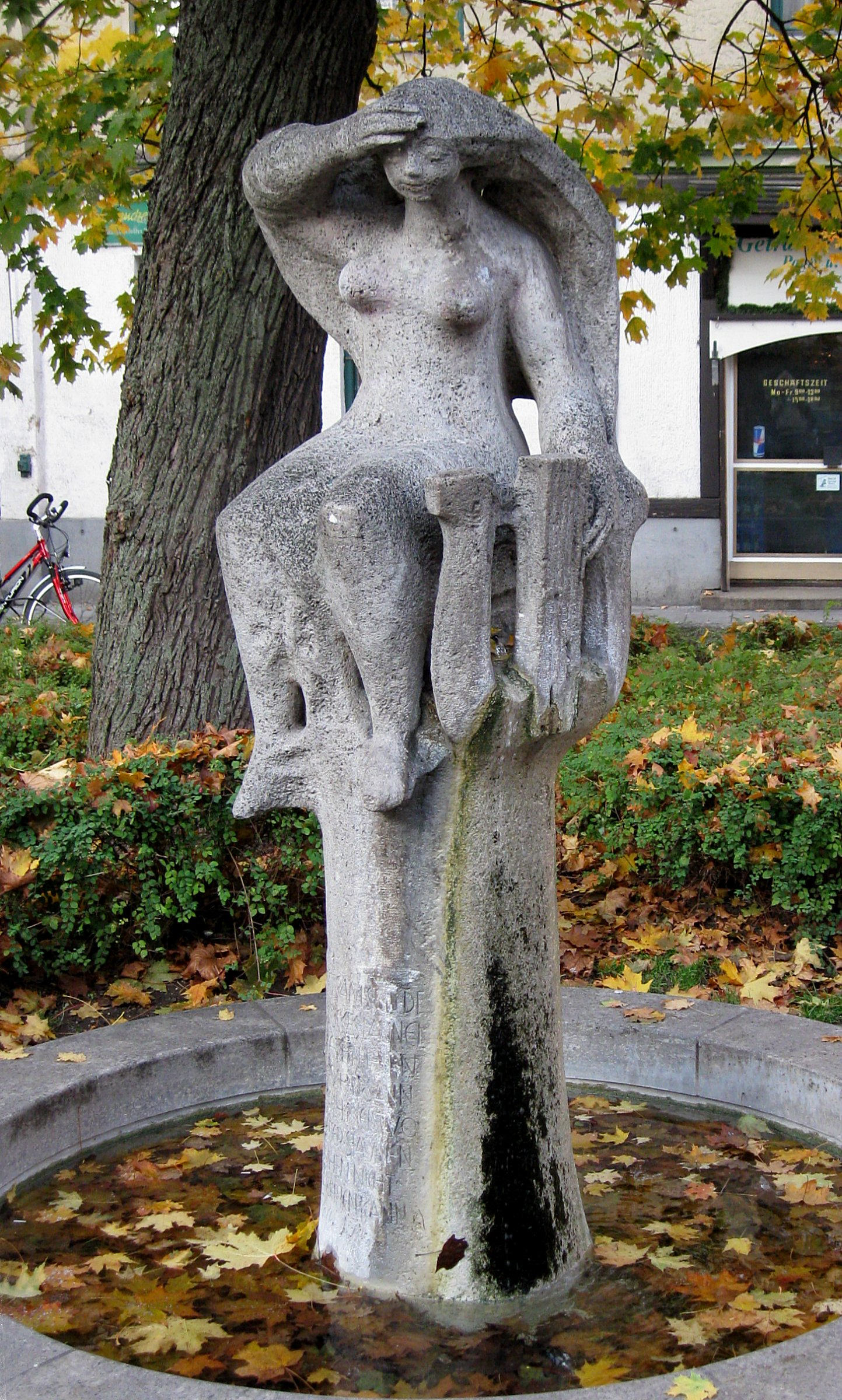
Wedekindbrunnen

- Hl. Georg und Holzkruzifix in der Kirche Maria, Königin des Friedens (München)
- Wedekindbrunnen am Wedekindplatz in München (1959)
- Seitenaltäre & Taufstein in der Mariahilfkirche (München) (1960)
- Großes Kruzifix in der Kirche St. Paul (München) (1960)
- Hl. Klara und Hl. Franziskus in der Kirche St. Klara (1950/52)
- Daphnes und Cloe, Steinrelief Allianz Versicherungsgebäude
- Der Steinträger, Brückenfigur an der Innbrücke bei Griesstätt
- Der Flösser, Brückenfigur an der Loisachbrücke bei Grossweil
- Reliefstein, Amperbrücke bei Zollingen
- Vier Elementenstein, Grosslappen
- Waldzyklus, Stele am Wildhaubenweg in München